# Verilarca interplicata
Verilarca interplicata is een tweekleppigensoort uit de familie van de Noetiidae. De wetenschappelijke naam van de soort is voor het eerst geldig gepubliceerd in 1928 door Grabau & King.